# Bephratoides agrili
Bephratoides agrili är en stekelart som först beskrevs av William Harris Ashmead 1894.  Bephratoides agrili ingår i släktet Bephratoides och familjen kragglanssteklar. Inga underarter finns listade.